# Lebak (Kaliwiro)
Lebak is een bestuurslaag in het regentschap Wonosobo van de provincie Midden-Java, Indonesië. Lebak telt 1395 inwoners (volkstelling 2010).